# Hataz Kleinautofabrik

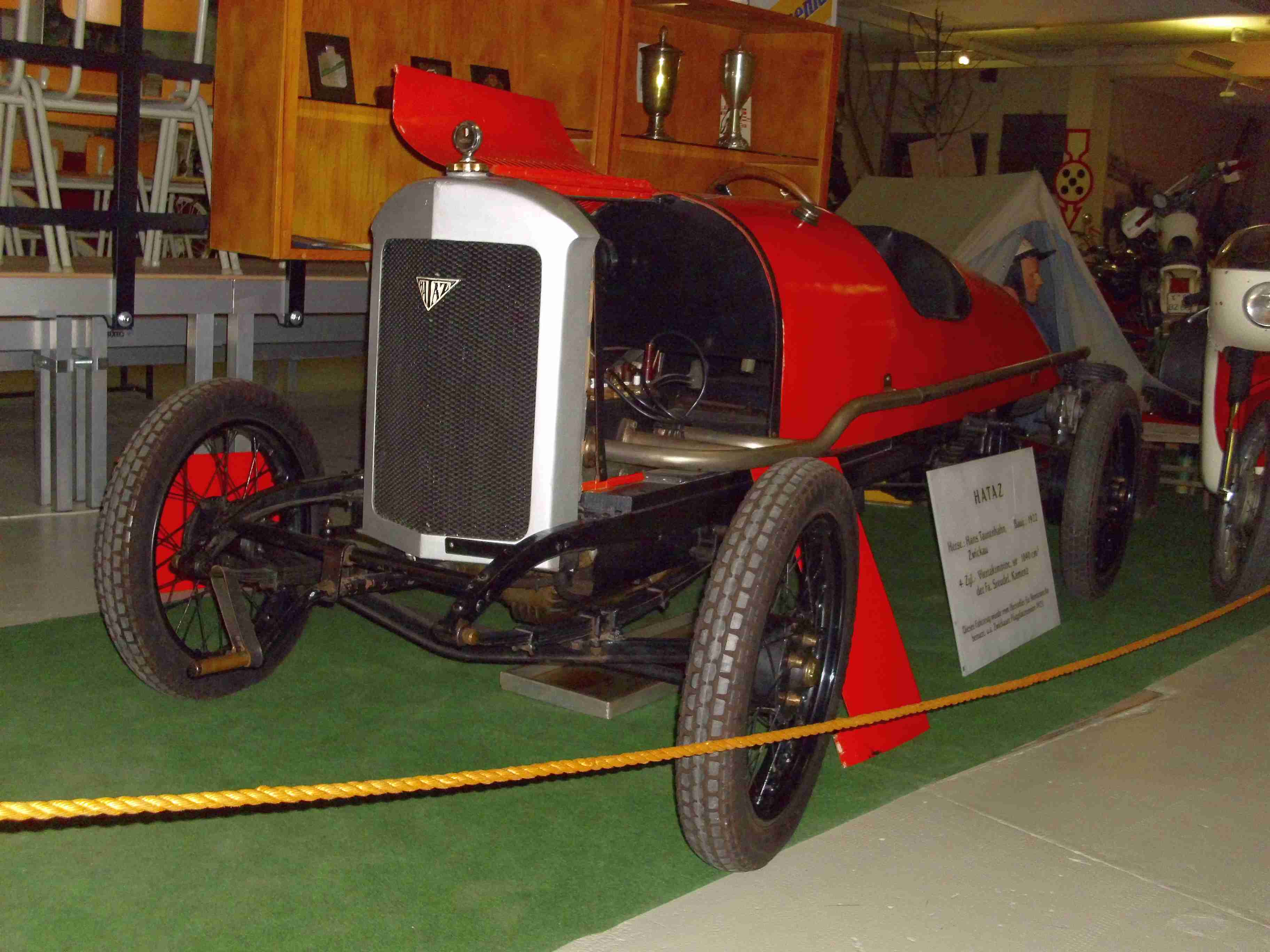
Hataz-Rennwagen von 1922

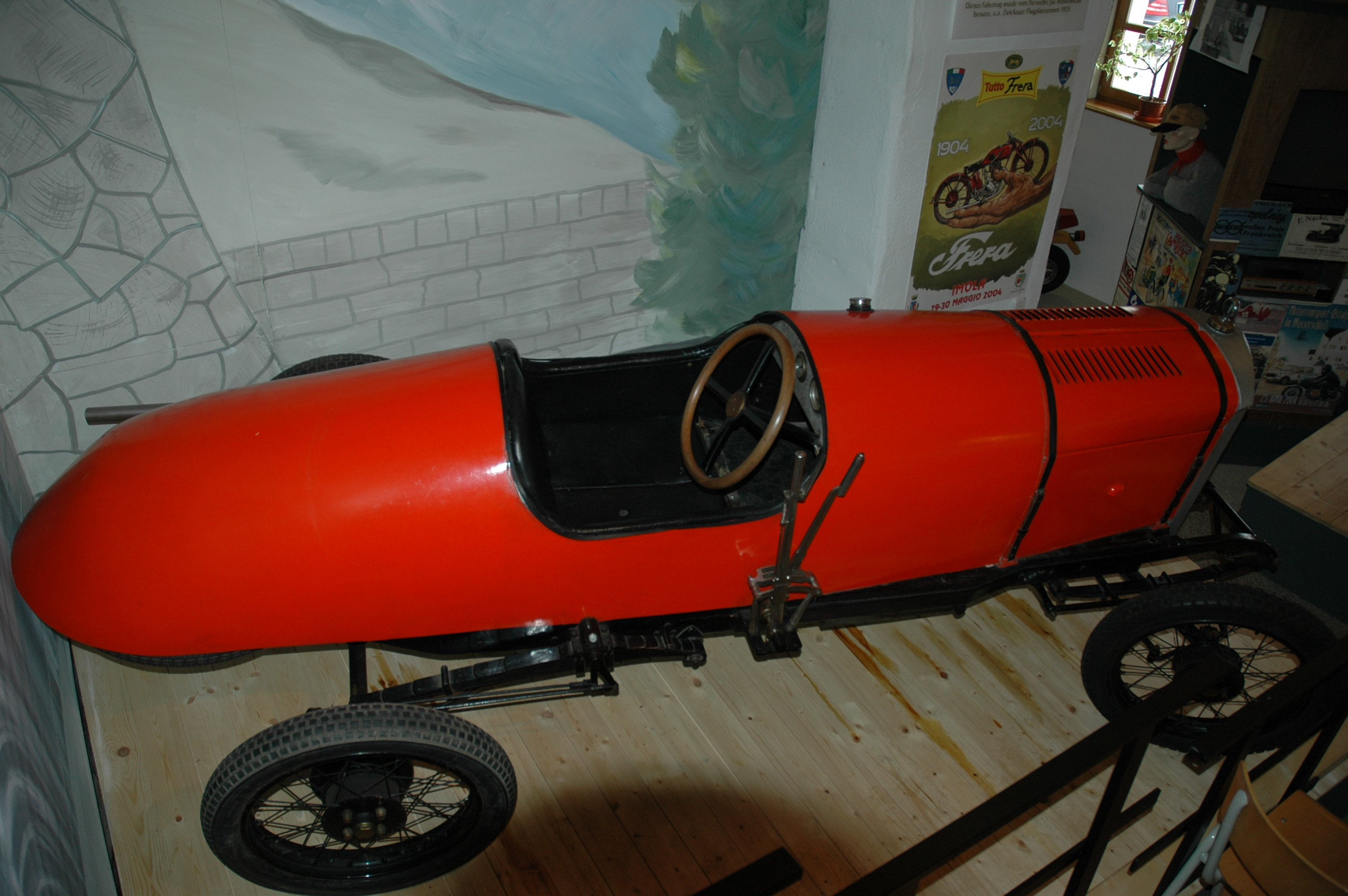
Hataz-Rennwagen

Die Hataz Kleinautofabrik Hans Tautenhahn (auch Automobilwerk Hans Tautenhahn) in Zwickau stellte von 1921 bis 1925 Kleinautos unter dem Markennamen Hataz her.

## Geschichte
Hataz baute von 1921 bis 1925 einen offenen Sport-Zweisitzer mit Tandemsitzen, der bereits im ersten Produktionsjahr sehr gut verkauft wurde und mit vielen sportlichen Erfolgen aufwarten konnte.
Als Antrieb diente ein Vierzylinder-4/12-PS-Steudel-Blockmotor. Durch die im Verhältnis zu anderen Wagen große Spurweite besaß dieses Fahrzeug der niedrigsten Steuerklasse eine sehr gute Straßenlage. Später wurde der Hubraum vergrößert und nun gab es sogar 14-PS-Motoren. Trotz der überaus großen Kleinwagen-Konkurrenz, gerade in Sachsen, vergrößerte das Werk 1923 seine Fertigungskapazität, um die starke Nachfrage für die Sport-Zwei-, -Drei- und -Viersitzer befriedigen zu können. 1925 stellte man auf der Leipziger Messe sogar einen Hataz mit einem 18-PS-Motor vor.
Dabei übernahm man sich allerdings finanziell, so dass das Werk 1925 seine Produktion einstellen musste und von Horch Zwickau übernommen wurde.
Es existieren heute, wie so oft bei den damals zahlreichen Autoherstellern, von Hataz keine Serienfahrzeuge mehr.

## Rennwagen
Hans Tautenhahn, Firmeninhaber und begeisterter Rennfahrer, baute 1922 zwei Hataz-Rennwagen und erreichte damit in seiner Klasse große Rennerfolge. Die Hataz-Wagen lagen in ihrer Klasse immer in der ersten Reihe.
Der Einsitzer hatte eine außenliegende Kulissenschaltung, Handbremse geschmiedete Achsen, Wulstreifen 790x90, ein zulässiges Gesamtgewicht von 700 kg und eine Höchstgeschwindigkeit von 80 km/h. 
Der Vierzylinder-Steudel(Kamenz)-Blockmotor 4/18 PS hatte 18 PS (13 kW) bei 2200/min, 972 cm³ Hubraum, Doppelzündung, 60 mm Bohrung, 92 mm Hub.
Mindestens ein Fahrzeug nahm 1923 am Kleinautorennen auf der Berliner AVUS teil.
Es existiert nur noch ein Exemplar dieses seltenen Rennwagens aus dem Privatbesitz von Tautenhahn. Der zweite Rennwagen wurde 1926 bei einem Rennunfall total zerstört. Der erhaltene Rennwagen ist fahrbereit im Originalzustand mit Gebrauchsspuren. Das Fahrzeug steht als Privatleihgabe im Museum für sächsische Fahrzeuge in Chemnitz.
Rennerfolge:   
- Dreimal Preis Deutschland
- Preis Bergrennen Pforzheim
- Preis Friedrichshafen
- Gesamtpreis Reichsfahrt 1923
- AVUS Berlin 1923